# Municipio de Centerville (condado de Faulk)
El municipio de Centerville (en inglés: Centerville Township) es un municipio ubicado en el condado de Faulk en el estado estadounidense de Dakota del Sur. En el año 2010 tenía una población de 35 habitantes y una densidad poblacional de 0,38 personas por km².

## Geografía
El municipio de Centerville se encuentra ubicado en las coordenadas 45°1′14″N 98°53′22″O / 45.02056, -98.88944. Según la Oficina del Censo de los Estados Unidos, el municipio tiene una superficie total de 93.31 km², de la cual 90,53 km² corresponden a tierra firme y (2,97 %) 2,77 km² es agua.

## Demografía
Según el censo de 2010, había 35 personas residiendo en el municipio de Centerville. La densidad de población era de 0,38 hab./km². De los 35 habitantes, el municipio de Centerville estaba compuesto por el 97,14 % blancos y el 2,86 % eran de una mezcla de razas. Del total de la población el 0 % eran hispanos o latinos de cualquier raza.